# Крума
Крума (алб. Krumë) — је град у Албанији у округу Кукеш, северна Албанија. Реформом локалне самоуправе 2015. године постао је подобласт и седиште општине. Број становника према попису из 2011. године износио је 6.006. То је било седиште бившег округа Хас.

## Географија
Крума се налази на око 430 м надморске висине. То је мали град у северозападном подножју планине Бјесхка е Крумес, из ккоје потиче велики извор подземне воде зван Врела са чистом и хладном водом која служи за потребе домаћег становништва. Маја е Гјитезес, планина која се налази неколико километара јужно од Круме достиже висину од 1435 м надморске висине.

## Економија
Главне делатности су рударство бакра и пољопривреда. Регион је познат по рудницима бакра чија ће производња драматично порасти у наредној деценији. Према новим владиним плановима, туризам и индустрија бакра ће покретати економски раст региона.